# العبودية (عكار)

## ضيعة العبودية: بوابة الجمال والتاريخ على الحدود اللبنانية السورية
تعتبر ضيعة العبودية واحدة من أروع المناطق الحدودية في شمال لبنان، حيث تمتد بسحرها الخلّاب وجمال طبيعتها المترامية الأطراف على الحدود مع الجارة السورية. تجتمع في هذه البقعة الساحرة العديد من العناصر التي تجعلها وجهة مميزة للزوار والباحثين عن تجربة فريدة تمتزج فيها الجمال الطبيعي بالتراث الثقافي.
1. موقع حدودي استراتيجي: تقع ضيعة العبودية على أطراف منطقة شمال لبنان عكار الحدودية مع سوريا، مما يمنحها موقعًا استراتيجيًا تجعلها واجهة حضارية تجمع بين الثقافات والتجارة.
2. تنوع طبيعي فريد: تتميز هذه الضيعة بتنوع طبيعي مدهش يشمل جبالًا ووديانًا ومناظر ساحرة، مما يتيح للزوار فرصة استكشاف مختلف المشاهد الطبيعية بدءًا من السهول الخصبة وصولاً إلى الغابات الكثيفة.
3. روح التاريخ والثقافة: تحمل هذه البقعة الحدودية تاريخًا غنيًا يعكس التبادل الثقافي والتأثير المتبادل بين الشعوب عبر الزمن. يمكن للزوار استكشاف آثار ومعالم تاريخية تعكس هذه الروح، والتعرف على التقاليد والعادات الثقافية المشتركة.
4. اللقاء بين الثقافات: بفضل موقعها الحدودي، تمثل ضيعة العبودية نقطة انصهار بين الثقافات والشعوب المحيطة. يمكن للزوار التفاعل مع السكان المحليين والتعرف على تجاربهم وقصصهم، مما يثري التجربة السياحية.
5. تجربة استثنائية: إن ضيعة العبودية تقدم تجربة سفر استثنائية للزوار الذين يبحثون عن تواصل مع الطبيعة والتاريخ في إطار حدودي فريد. سواء كنت تستمتع بمشاهدة غروب الشمس الخلّابة أو تستكشف المعالم التاريخية، ستبقى هذه البقعة في قلبك إلى الأبد.
ختامًا: ضيعة العبودية تجسّد جمالًا لا يمكن تجاوزه على الحدود اللبنانية السورية. إنها عبارة عن عبق من الطبيعة والتراث تجتمع فيه العناصر لتقديم تجربة سفر لا تُنسى تحمل في طياتها سحر الجمال وروعة التاريخ.
تقع على الحدود السورية (جانب الدبوسية_السورية)